# Trigonospila erilis
Trigonospila erilis là một loài ruồi trong họ Tachinidae.